# Blagoëvgrad (oblast)
Blagoëvgrad (Bulgaars: област Благоевград, oblast Blagoevgrad of Благоевградска област, Blagoevgradska oblast) is een oblast in het zuidwesten van Bulgarije. De hoofdstad is de gelijknamige stad en de oblast heeft 305.123 inwoners (2018).

## Geografie
De oblast is qua oppervlakte een van de grootste oblasten van Bulgarije. In het westen grenst Blagoëvgrad aan Noord-Macedonië en in het zuiden aan de Griekse departementen Serres en Drama. Verder grenst het aan de Bulgaarse oblasten Kjoestendil in het noorden, Sofia in het noordoosten, Pazardzjik in het oosten en Smoljan in het zuidoosten.
De oblast Blagoëvgrad wordt vooral gekenmerkt door de rivier de Strymon (Bulgaars: Struma/Струма) die van noord naar zuid door het gehele westen van de oblast loopt. In het noorden aan de Strymon ligt de hoofdstad Blagoëvgrad en door de vallei loopt de internationale spoor- en wegverbinding (E79) van Sofia naar Thessaloniki.
In het hart van de oblast ligt het Piringebergte, waarvan de hoogste top 2914 meter bedraagt. In het uiterste noordoosten ontspringt de rivier de Mesta in het Rilagebergte. De Mesta loopt verder aan de andere kant van de Pirin en stroomt net zoals de Strymon van noord naar zuid Grieks Macedonië binnen. Aan de andere kant van de Mesta, in het zuidoosten, ligt het Rodopegebergte.

## Geschiedenis
Het gebied behoort sinds 1913 tot Bulgarije: tijdens de Eerste Balkanoorlog van 1912/13 werd het met de rest van de regio Macedonië op het Ottomaanse Rijk veroverd, maar tijdens de Tweede Balkanoorlog moest Bulgarije het grootste deel van het veroverde gebied prijsgeven, namelijk "Vardar-Macedonië" aan Servië (dit gebied is nu Noord-Macedonië), en "Egeïsch Macedonië" aan Griekenland. Dit werd bepaald in het Verdrag van Boekarest van 10 augustus 1913. Het gebied dat Bulgaars werd, raakte als Pirin-Macedonië bekend.

## Economie
De oblast heeft tabaksteelt en wijnbouw (bekendste centrum: Melnik).

## Bevolking
Op 31 december 2018 telt de oblast Blagoëvgrad 305.123 inwoners, waarvan 183.143 in steden en 121.980  op het platteland. De oblast Blagoëvgrad is de zesde oblast van Bulgarije qua bevolkingsaantal.
| gemeente Blagoëvgrad    | 34 060  | 39 248  | 45 569  | 58 812  | 72 681  | 78 810  | 78 133  | 77 441  | 75 329  |
| gemeente Petritsj       | 41 394  | 48 073  | 53 055  | 55 190  | 57 483  | 57 829  | 57 689  | 54 006  | 49 530  |
| gemeente Sandanski      | 34 702  | 39 989  | 42 260  | 42 090  | 45 143  | 45 097  | 43 109  | 40 470  | 37 400  |
| gemeente Gotse Deltsjev | 21 740  | 24 268  | 26 491  | 28 915  | 32 110  | 33 074  | 32 571  | 31 236  | 29 859  |
| gemeente Razlog         | 16 306  | 17 628  | 20 317  | 24 211  | 24 211  | 23 501  | 22 081  | 20 598  | 19 294  |
| gemeente Garmen         | 13 007  | 13 383  | 13 678  | 13 269  | 14 636  | 15 014  | 14 934  | 14 981  | 14 793  |
| gemeente Satovtsja      | 10 747  | 11 761  | 13 527  | 15 234  | 16 851  | 18 350  | 17 889  | 15 444  | 14 263  |
| gemeente Simitli        | 17 323  | 19 313  | 18 080  | 16 667  | 16 722  | 16 840  | 16 049  | 14 283  | 13 249  |
| gemeente Bansko         | 12 197  | 13 107  | 14 178  | 16 212  | 15 442  | 14 600  | 13 980  | 13 125  | 12 827  |
| gemeente Jakoroeda      | 5 291   | 9 034   | 10 212  | 11 283  | 11 113  | 11 354  | 11 108  | 10 731  | 9 889   |
| gemeente Belitsa        | 9 744   | 7 834   | 9 105   | 9 698   | 9 757   | 10 117  | 9 620   | 9 927   | 9 316   |
| gemeente Chadzjidimovo  | 14 906  | 14 133  | 13 252  | 12 041  | 12 219  | 12 147  | 10 926  | 10 091  | 9 178   |
| gemeente Kresna         | 6 771   | 7 675   | 8 366   | 7 623   | 7 108   | 6 947   | 6 255   | 5 441   | 5 143   |
| gemeente Stroemjani     | 12 797  | 13 773  | 13 067  | 10 609  | 8 719   | 7 957   | 6 829   | 5 778   | 5 053   |
| oblast Blagoëvgrad      | 250 985 | 279 219 | 301 157 | 321 854 | 344 195 | 351 637 | 341 173 | 323 552 | 305 123 |

Net als in de rest van Bulgarije daalt ook de bevolking van oblast Blagoëvgrad. In 2016 werden er 2853 kinderen geboren, waarvan 1826 in steden en 1027 op het platteland. Het geboortecijfer bedraagt 9,1‰ (9,8‰ in steden en 8,1‰ op het platteland). Een vrouw krijgt gemiddeld 1,46 kinderen. Er stierven in dat zelfde jaar 3937 mensen, waarvan 2135 in steden en 1802 op het platteland. Het sterftecijfer is 12,6‰ (11,5‰ in steden en 14,3‰ op het platteland). De natuurlijke bevolkingsgroei is negatief en bedraagt −3,5‰ (−2,4‰ in steden en −6,2‰ op het platteland).

#### Urbanisatie
De oblast Blagoëvgrad bestaat uit 274 nederzettingen: 13 steden en 261 dorpen. 
| Blagoëvgrad    | 70.881 | 69.567 |
| Petritsj       | 28.902 | 27.587 |
| Sandanski      | 26.255 | 25.054 |
| Gotse Deltsjev | 19.219 | 18.552 |
| Razlog         | 11.960 | 11.590 |
| Bansko         | 9.019  | 8.881  |
| Simitli        | 6.674  | 6.486  |
| Jakoroeda      | 5.792  | 5.385  |
| Kresna         | 3.470  | 3.425  |
| Belitsa        | 3.362  | 3.107  |
| Dobrinisjte    | 2.836  | 2.688  |
| Chadzjidimovo  | 2.730  | 2.539  |
| Melnik         | 217    | 199    |

Op 31 december 2018 bedraagt de urbanisatiegraad zo’n 60%.

#### Etniciteit
In de volkstelling van 2011 verklaarden de meeste inwoners etnisch Bulgaars te zijn, namelijk zo'n 88,5%. De grootste minderheid vormen de Bulgaarse Turken met 6,0%, gevolgd door de Roma met 3,4% van de totale bevolking. In de volkstelling van 2011 gaven veel Pomaken (Slavische moslims) in oblast Blagoëvgrad aan etnisch  Turks te zijn vanwege de islamitische identiteit. 

#### Religie
Het merendeel van de inwoners gaf aan te behoren tot de Bulgaars-Orthodoxe Kerk, namelijk zo’n 78%. De gemeenten Kresna en Stroemjani hebben relatief gezien het hoogste aandeel christenen: 97% en 95% respectievelijk.
Verder gaf zo'n 16% aan moslim te zijn. In de oblast Blagoëvgrad (tevens ook in oblast Smoljan en in het zuiden van oblast Pazardzjik) vormen etnische Bulgaren de meerderheid van de moslims (zie: Pomaken), in tegenstelling tot de rest van Bulgarije waar de meerderheid van de moslims tot de  Turkse minderheid behoren. De gemeenten met een moslimmeerderheid zijn: Satovtsja (86%), Jakoroeda (77%), Belitsa (75%) en Garmen (73%). De gemeenten Chadzjidimovo (35%) en Gotse Deltsjev (32%) hebben een significante moslimminderheid.
| Religieuze groep        | Bulgaars-Orthodoxe Kerk | Islamitisch  | Niet-religieus | Overig/geen antwoord |
| oblast Blagoëvgrad      | 77,8 procent            | 16,1 procent | 1,8 procent    | 4,4 procent          |
| ----------------------- | ----------------------- | ------------ | -------------- | -------------------- |
| gemeente Blagoëvgrad    | 90,1 procent            | 0,6 procent  | 3,5 procent    | 5,8 procent          |
| gemeente Petritsj       | 93,9 procent            | 0,7 procent  | 2,4 procent    | 3,0 procent          |
| gemeente Sandanski      | 93,2 procent            | 0,5 procent  | 1,4 procent    | 4,9 procent          |
| gemeente Gotse Deltsjev | 65,2 procent            | 31,5 procent | 0,5 procent    | 2,8 procent          |
| gemeente Razlog         | 90,3 procent            | 0,9 procent  | 2,8 procent    | 6,0 procent          |
| gemeente Garmen         | 22,9 procent            | 73,3 procent | 0,9 procent    | 2,9 procent          |
| gemeente Satovtsja      | 9,0 procent             | 85,9 procent | 0,7 procent    | 4,4 procent          |
| gemeente Simitli        | 89,3 procent            | 7,3 procent  | 0,8 procent    | 2,6 procent          |
| gemeente Bansko         | 90,0 procent            | 4,5 procent  | 1,0 procent    | 4,5 procent          |
| gemeente Jakoroeda      | 18,1 procent            | 76,9 procent | 0,4 procent    | 4,6 procent          |
| gemeente Belitsa        | 22,0 procent            | 74,7 procent | 0,6 procent    | 2,7 procent          |
| gemeente Chadzjidimovo  | 63,0 procent            | 34,6 procent | 0,1 procent    | 2,3 procent          |
| gemeente Kresna         | 97,0 procent            | 0,1 procent  | 0,7 procent    | 2,2 procent          |
| gemeente Stroemjani     | 95,0 procent            | 0,1 procent  | 1,8 procent    | 3,1 procent          |

#### Leeftijdsstructuur
De oblast Blagoëvgrad heeft een iets jongere bevolking vergeleken met de rest van Bulgarije. Op 31 december 2018 is ongeveer 19,3% van de inwoners 65 jaar of ouder: dat is zo’n 2 procentpunten onder het Bulgaarse gemiddelde. Desalniettemin ontgroent en vergrijst de bevolking van oblast Blagoëvgrad in een rap tempo.
| Leeftijdsopbouw van de oblast Blagoëvgrad                                          | Leeftijdsopbouw van de oblast Blagoëvgrad | Leeftijdsopbouw van de oblast Blagoëvgrad | Leeftijdsopbouw van de oblast Blagoëvgrad | Leeftijdsopbouw van de oblast Blagoëvgrad | Leeftijdsopbouw van de oblast Blagoëvgrad | Leeftijdsopbouw van de oblast Blagoëvgrad | Leeftijdsopbouw van de oblast Blagoëvgrad | Leeftijdsopbouw van de oblast Blagoëvgrad | Leeftijdsopbouw van de oblast Blagoëvgrad | Leeftijdsopbouw van de oblast Blagoëvgrad | Leeftijdsopbouw van de oblast Blagoëvgrad | Leeftijdsopbouw van de oblast Blagoëvgrad | Leeftijdsopbouw van de oblast Blagoëvgrad | Leeftijdsopbouw van de oblast Blagoëvgrad | Leeftijdsopbouw van de oblast Blagoëvgrad | Leeftijdsopbouw van de oblast Blagoëvgrad | Leeftijdsopbouw van de oblast Blagoëvgrad | Leeftijdsopbouw van de oblast Blagoëvgrad |
| ---------------------------------------------------------------------------------- | ----------------------------------------- | ----------------------------------------- | ----------------------------------------- | ----------------------------------------- | ----------------------------------------- | ----------------------------------------- | ----------------------------------------- | ----------------------------------------- | ----------------------------------------- | ----------------------------------------- | ----------------------------------------- | ----------------------------------------- | ----------------------------------------- | ----------------------------------------- | ----------------------------------------- | ----------------------------------------- | ----------------------------------------- | ----------------------------------------- |
| Leeftijdscategorie                                                                 | Totaal                                    | 0 – 9                                     | 10 - 19                                   | 20 - 29                                   | 30 - 39                                   | 40 - 49                                   | 50 - 59                                   | 60 - 69                                   | 70 - 79                                   | 80+                                       |                                           |                                           |                                           |                                           |                                           |                                           |                                           |                                           |
| Absolute aantal in 2016                                                            | 310.321                                   | 30.182                                    | 28.249                                    | 37.072                                    | 43.843                                    | 45.956                                    | 46.207                                    | 40.062                                    | 26.035                                    | 12.535                                    |                                           |                                           |                                           |                                           |                                           |                                           |                                           |                                           |
| Absolute aantal in 2002                                                            | 336.988                                   | 31.325                                    | 49.863                                    | 49.769                                    | 49.777                                    | 50.582                                    | 41.968                                    | 34.428                                    | 22.525                                    | 6.751                                     |                                           |                                           |                                           |                                           |                                           |                                           |                                           |                                           |
| Aandeel van de twee grootste religieuze groeperingen per leeftijdscategorie (2011) |                                           |                                           |                                           |                                           |                                           |                                           |                                           |                                           |                                           |                                           |                                           |                                           |                                           |                                           |                                           |                                           |                                           |                                           |
| Bulgaars-orthodox (%)                                                              | 77,8                                      | 65,1                                      | 71,7                                      | 74,2                                      | 77,4                                      | 78,7                                      | 80,2                                      | 83,8                                      | 84,8                                      | 85,2                                      |                                           |                                           |                                           |                                           |                                           |                                           |                                           |                                           |
| Islamitisch (%)                                                                    | 16,1                                      | 20,0                                      | 20,1                                      | 18,7                                      | 16,2                                      | 16,3                                      | 15,2                                      | 12,1                                      | 11,9                                      | 11,5                                      |                                           |                                           |                                           |                                           |                                           |                                           |                                           |                                           |

De islamitische Bulgaren in de oblast Blagoëvgrad zijn jonger dan de Bulgaren die orthodox zijn. Ongeveer de één op de vijf jeugdigen is islamitisch, terwijl zo'n één op de acht ouderen islamitisch is. Daarentegen zijn er relatief gezien minder christenen in de jongere leeftijdscategorieën en meer in de oudere leeftijdsgroepen.

## Gemeenten

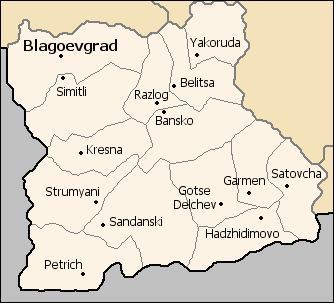
Gemeenten in Blagoëvgrad

- Bansko
- Belitsa
- Blagoëvgrad
- Garmen
- Gotse Deltsjev
- Chadzjidimovo
- Kresna
- Petritsj
- Razlog
- Sandanski
- Satovtsja
- Simitli
- Stroemjani
- Jakoroeda

Blagoevgrad · Boergas · Chaskovo · Dobritsj · Gabrovo · Jambol · Kjoestendil · Kardzjali · Lovetsj · Montana · Pazardzjik · Pernik · Pleven · Plovdiv · Razgrad · Roese · Silistra · Oblast Sofia · Sofia-Hoofdstad · Sjoemen · Sliven · Smoljan · Stara Zagora · Targovisjte · Varna · Veliko Tarnovo · Vidin · Vratsa